# Гбоуо, Сильвен
Сильве́н Гбоу́о (фр. Sylvain Gbohouo; 29 октября 1988, Бонуа, Кот-д’Ивуар) — ивуарийский футболист, вратарь, выступал за сборною Кот-д’Ивуара.

## Клубная карьера
Гбоуо начал карьеру в клубе «Селаф Трейчвилль», после чего полгода играл за АСЕК Мимозас и «Лагоке». В 2009 году Гбоуо перешёл в «Севе Спорт», в 2012 году ему удалось стать основным вратарём команды. В составе этого клуба он выиграл чемпионат Кот-д’Ивуара в сезонах 2012 и 2012/2013, а в сезоне 2012/13 он был назван лучшим вратарём лиги. В начале 2015 года перешёл в «ТП Мазембе».

## Карьера в сборной
Сильвен дебютировал за Сборной Кот-д’Ивуара 6 июля 2013 в матче против сборной Нигерии в рамках отбора на Чемпионат африканских наций 2014. После этого Гбоуо стал вторым вратарём сборной. Он был включён в окончательную заявку на Чемпионат мира по футболу 2014, однако на поле так и не вышел.
В декабре 2014 года был вызван в сборную на Кубок африканских наций 2015. На этом турнире он был основным вратарём команды и провёл пять матчей, но получил травму в полуфинале против Сборной ДР Конго, из-за чего уступил место в воротах в финале ветерану Бубакару Барри. Гбоуо был признан лучшим вратарём турнира.

## Достижения
Севе Спорт
- Чемпион Кот-д’Ивуара (2): 2012/13, 2013/14
- Обладатель Кубка Уфуэ-Буаньи (3): 2012, 2013, 2014

 ТП Мазембе
- Чемпион ДР Конго (3): 2015/16, 2016/17, 2018/19
- Обладатель Суперкубка ДР Конго (1): 2016
- Победитель Лиги чемпионов КАФ (1): 2015
- Обладатель Кубка Конфедерации КАФ (2): 2016, 2017
- Обладатель Суперкубка КАФ (1): 2016

 Кот-д’Ивуар
- Обладатель Кубка африканских наций (1): 2015